# Ida Haendel
Ida Haendel (n. 15 decembrie 1928, Chełm, Lublin, Polonia – d. 1 iulie 2020, Miami, Florida, SUA) a fost o violonistă poloneză. 
A început să cânte la vioară încă de la vârsta de 3 ani și jumătate, când a descoperit vioara surorii ei și a încercat primele note. Tatăl ei, un mare meloman, și-a dat seama de talentul ei precoce și a abandonat meseria de pictor, pentru a se dedica în totalitate carierei fiicei sale.
Ida a studiat la Conservatorul din Varșovia și a câștigat prima medalie de aur la vârsta de șapte ani. Elevă a maeștrilor Carl Flesch și George Enescu, Ida Haendel a debutat în Marea Britanie, la Queen's Hall, alături de Sir Henry Wood, interpretând „Concertul pentru vioară” de Brahms.
În timpul celui de-al Doilea Război Mondial (1939-1945) a concertat pentru trupele britanice și americane și în fabrici. După război, cariera ei capătă o mare popularitate concertând în America de Nord și de Sud, URSS, Orientul Îndepărtat și Europa. 
A cântat sub bagheta dirijorilor Beecham, Klemperer, Szell, Celibidache, Mata, Pritchard, Rattle, Haitink și Ashkenaz.